# 280640 Ruetsch
280640 Ruetsch è un asteroide della fascia principale. Scoperto nel 2005, presenta un'orbita caratterizzata da un semiasse maggiore pari a 2,7561646 UA e da un'eccentricità di 0,0635799, inclinata di 7,33004° rispetto all'eclittica.